# Antromysis anophelinae
Antromysis anophelinae är en kräftdjursart som beskrevs av W. M. Tattersall 1951. Antromysis anophelinae ingår i släktet Antromysis och familjen Mysidae. Inga underarter finns listade i Catalogue of Life.